# Pilar Katskhi
El pilar Katskhi (georgià: კაცხის სვეტი) és un monòlit natural de pedra calcària situat al poble de Katskhi, a la regió georgiana occidental d'Imerècia, a prop de la ciutat de Chiatura. Té aproximadament 40 metres d'alçada i domina la petita vall del riu Katskhura, un afluent del riu Q'virila, que és alhora un afluent del riu Rioni.
La roca, amb ruïnes visibles d'una església a la superfície superior, fa prop de 150 m², ha estat venerada pels pagesos com el «Pilar de la Vida» i un símbol de la Santa Creu, i s'ha rodejat de llegendes. Va romandre sense ser escalada pels investigadors i sense ser inspeccionada fins al 1944, i es va estudiar de manera més sistemàtica des del 1999 fins al 2009. Aquests estudis van determinar que les ruïnes pertanyen a una ermita medieval que data del segle ix o x. Una inscripció georgiana paleogràficament datada del segle xiii suggereix que l'ermita encara existia en aquell moment. L'activitat religiosa associada amb el pilar es va revifar a la dècada del 1990; i l'edifici del monestir es va restaurar en el marc d'un programa finançat per l'estat el 2009.

## Arquitectura
El conjunt del pilar Katskhi consta actualment d'una església dedicada a Màxim el Confessor, una cripta (volta funerària), tres cel·les d'ermità, un celler de vi i una muralla de cortina a la superfície desigual del pilar. A la base del pilar es troben la nova església de Simeó Estilita el Vell i les ruïnes d'una antiga muralla i un campanar.

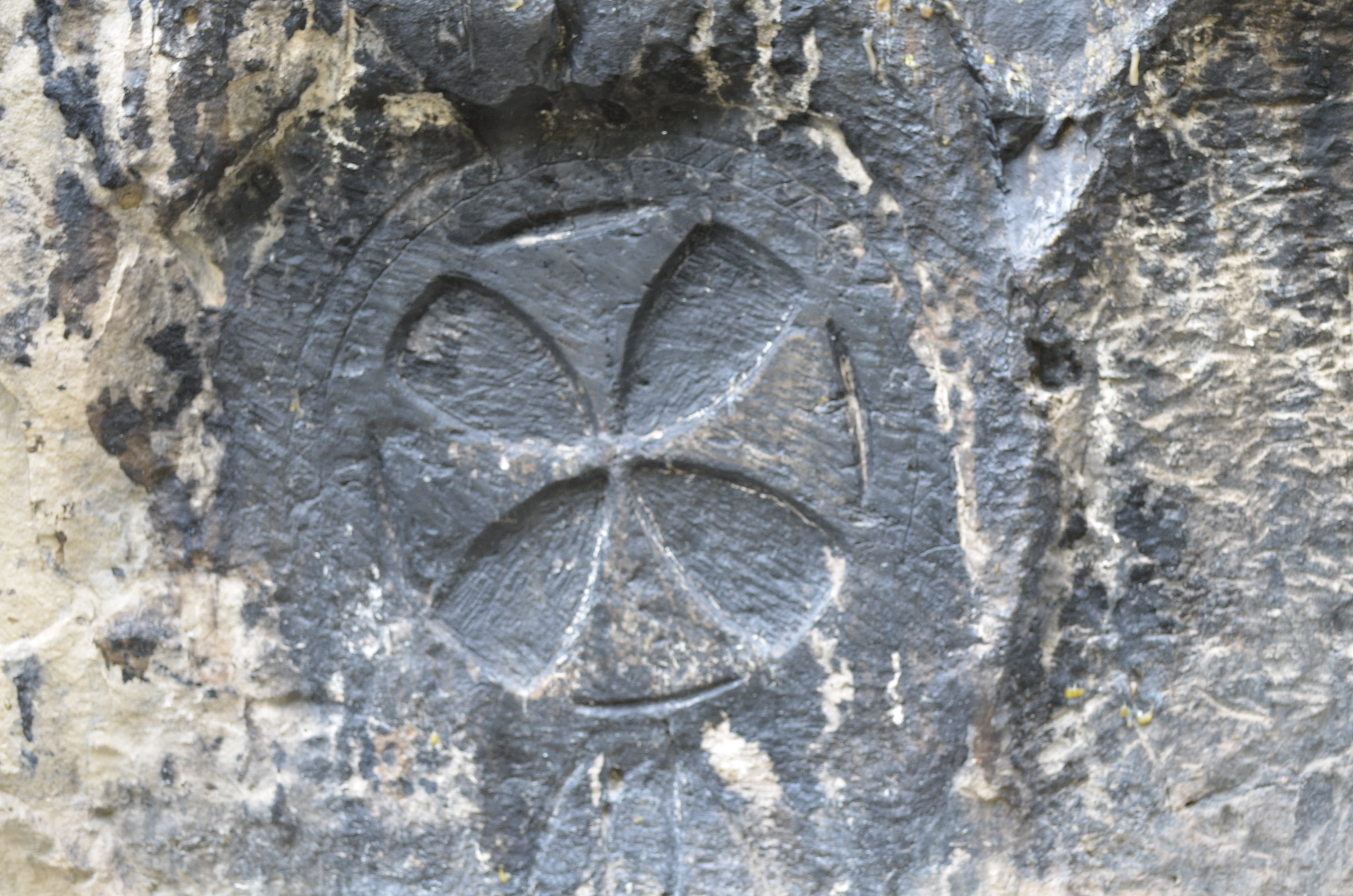
Relleu d'una creu a la base del pilar

L'església de Sant Màxim el Confessor està situada a la cantonada sud-est de la superfície superior del pilar Katskhi. Una petita i senzilla església de tipus sala amb dimensions de 4,5 m × 3,5 m és una restauració moderna de l'església medieval en ruïnes construïda en pedra. Sota, i al sud de l'església, hi ha una cripta rectangular de 2 m × 1 m, que va servir-ne com a volta funerària. Les excavacions en les ruïnes del celler van revelar vuit grans atuells coneguts a Geòrgia com kvevri.
També és destacable una gruta rectangular amb una entrada i dues lluernes a la superfície vertical de la roca, a uns 10 metres per sota de la superfície superior. A la base del pilar hi ha una creu en relleu, que mostra paral·lelismes amb representacions medievals similars trobades en altres bandes de Geòrgia, particularment a Bolnisi.

## Història

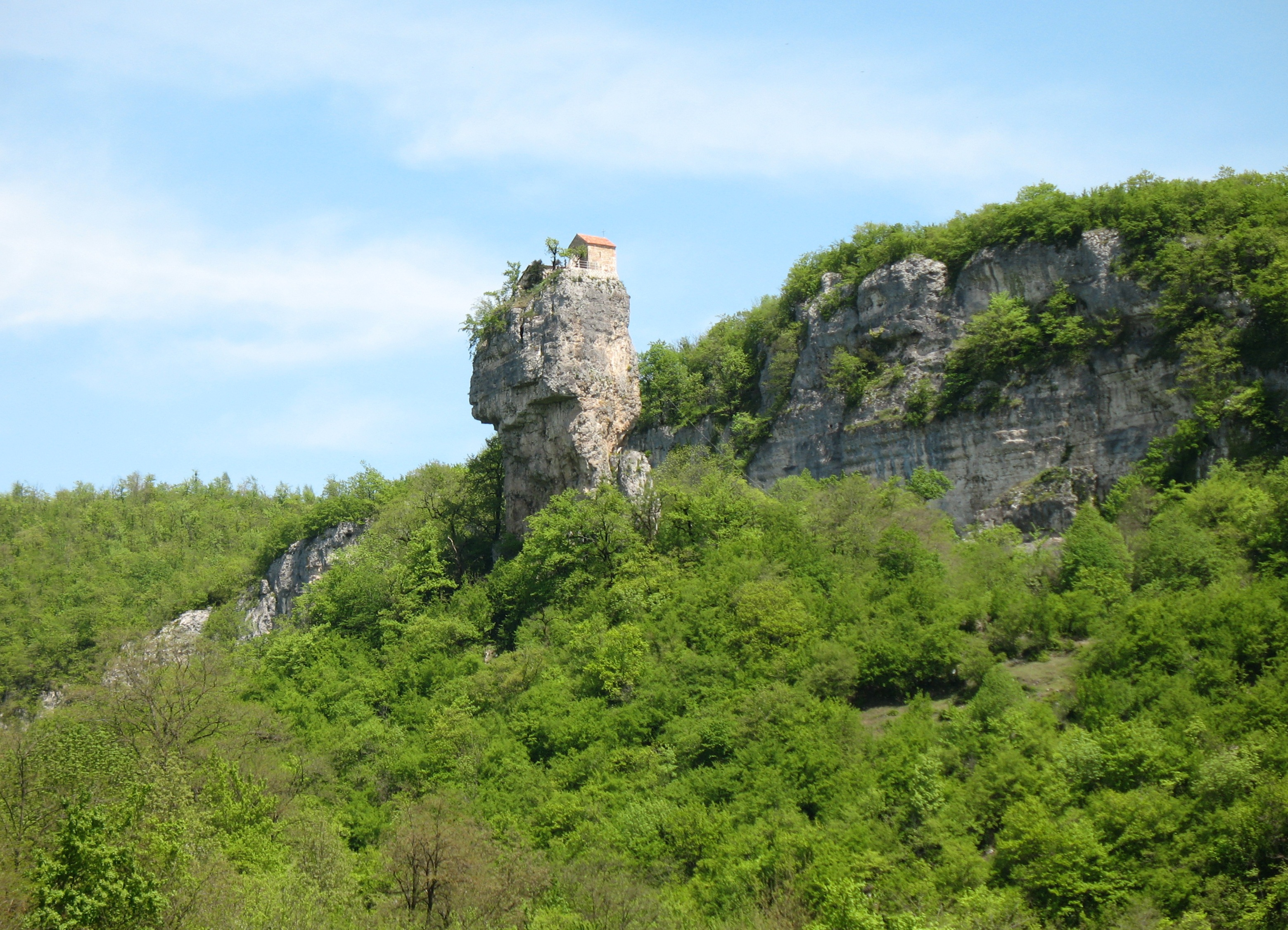
El pilar Katskhi el 2009

En els registres històrics, el pilar Katskhi és esmentat per primera vegada per l'erudit georgià del segle xviii, el príncep Vakhushti, que informa en la seva Descripció geogràfica del Regne de Geòrgia que «hi ha una roca al barranc que s'erigeix com una columna, considerablement alta. Té una petita església al cim de la roca, però ningú no és capaç d'ascendir-hi, ni sap com fer-ho.»
No en sobreviu cap més relat escrit de la vida monàstica ni sobre els ascensos. Diverses llegendes locals envolten el pilar; una d'elles diu que la part superior de la roca estava connectada per una llarga cadena de ferro a la cúpula de l'església de Katskhi, situada a una distància d'1,5 km en línia recta.
El juliol de 1944, un grup dirigit per l'alpinista Alexander Japaridze i l'escriptor Levan Gotua van realitzar el primer ascens documentat del pilar Katskhi. Vakhtang Tsintsadze, un especialista en arquitectura del grup, va reportar en un article de 1946 que les ruïnes trobades al cim de la roca eren restes de dues esglésies, que daten dels segles v i vi, i estan associades a la pràctica dels estilites, una forma d'ascetisme cristià.
Des del 1999, el pilar Katskhi s'ha convertit en objecte d'una investigació més sistemàtica. Basant-se en estudis addicionals i excavacions arqueològiques realitzades el 2006, Guiorgui Gagoixidze, un historiador d'art del Museu Nacional de Geòrgia, va realitzar una nova datació de les estructures, indicant que pertanyen als segles IX a X. Va concloure que aquest complex estava compost per una església de monestir i cel·les per a ermitans. La descoberta de les restes d'un celler de vi també va soscavar la idea de l'ascetisme extrem al pilar.

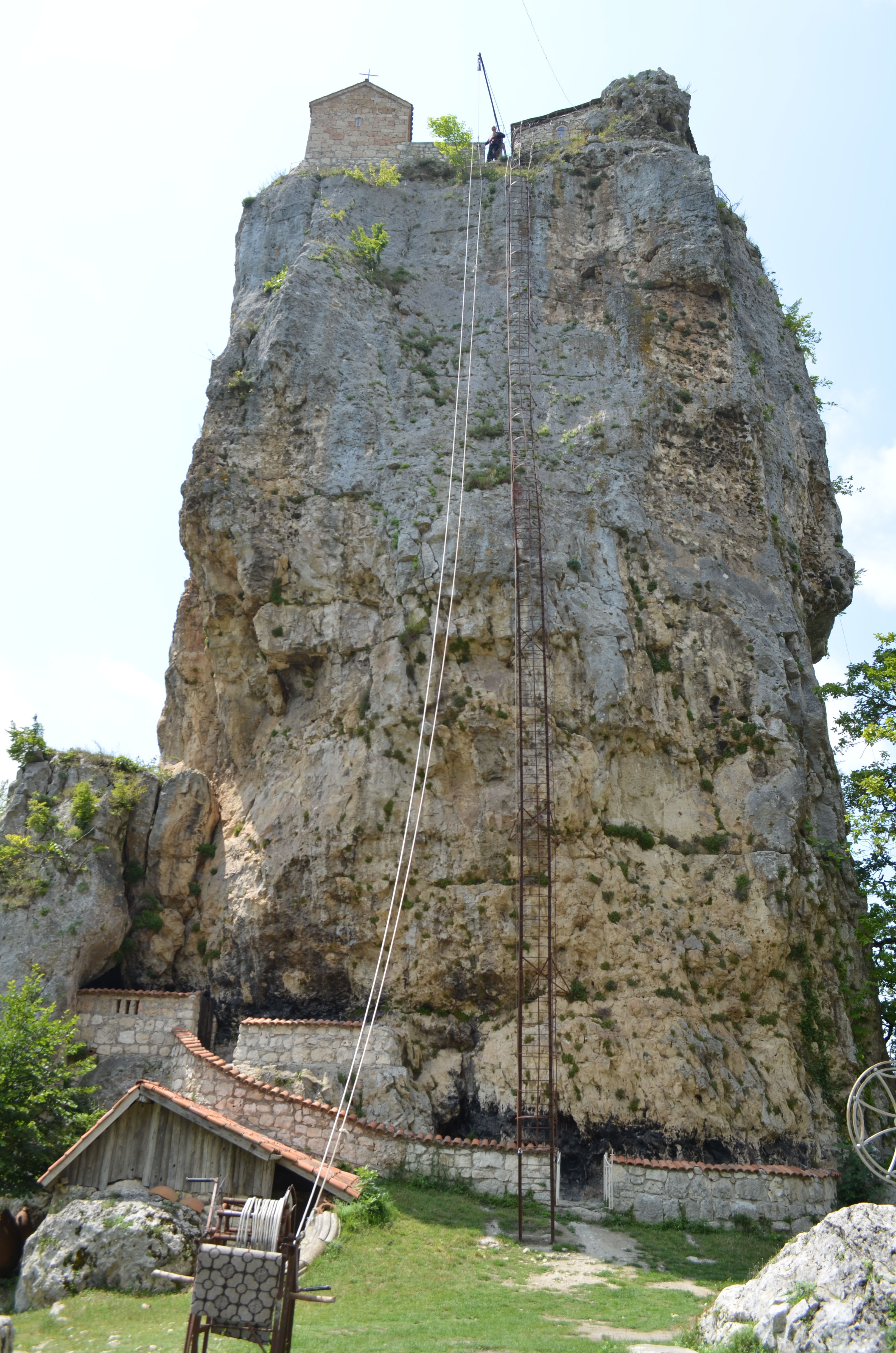
Escala de ferro i ascensor al costat est (2013)

El 2007, s'hi va trobar una petita placa de pedra calcària amb les inscripcions georgianes en l'alfabet asomtavruli, datada paleogràficament del segle xiii i que revela el nom d'un cert «Jordi», responsable de la construcció de les tres cel·les d'ermità. La inscripció també fa menció del Pilar de la Vida, fent-se ressò de la tradició popular de veneració de la roca com un símbol de la Santa Creu.
L'activitat religiosa va començar a reviure el 1995, amb l'arribada del monjo Maxim Qavtaradze, un nadiu de Chiatura. L'ermità és subministrat amb aigua i menjar pels seus seguidors mitjançant un cable. Amb l'excepció d'altres clergues, ell no rep visites i en general encara es prohibeix a les dones de pujar al cim.
Entre el 2005 i el 2009, l'edifici del monestir a la part superior del pilar es va restaurar amb el suport de l'Agència Nacional per a la Conservació del Patrimoni Cultural de Geòrgia. La roca es va fer accessible per als visitants masculins per una escala de ferro que s'estén des de la base fins a la part superior, però recentment s'ha tancat al públic.